# Der Abendhimmel, WAB 55
Der Abendhimmel (Le ciel du soir), WAB 55, est une œuvre chorale composée par Anton Bruckner en 1862.

## Historique
Bruckner composa cette première version du "chant du soir" Der Abendhimmel en janvier 1862. Il utilisa pour la composition un texte de Joseph Christian von Zedlitz, qu'il utilisera à nouveau pour une deuxième version de l'œuvre en 1866. Bruckner dédia l'œuvre au quatuor d'hommes Anton Munsch [Anton Munsch (1er ténor), Anton Stiefler (2e ténor), Eduard Benoni (1er basse) et Mathias Weissmann (2e basse)],.
L'œuvre a été créée dans une transcription pour chœur d'hommes par la Liedertafel Frohsinn le 4 juillet 1900. Le commentateur du Linzer Zeitung (7 juillet 1900) décrivit l'œuvre comme eine herrliche Schöpfung unseres heimischen Meisters Dr. Anton Bruckner (une superbe composition de notre maître le Dr Anton Bruckner).
Le manuscrit original est archivé à l'Österreichische Nationalbibliothek,. Il a d'abord été publié dans le Volume III/2, pp. 18 à 20 de la biographie Göllerich/Auer,. L'œuvre est éditée dans le Volume XXIII/2, no 15 de la Bruckner Gesamtausgabe.

## Texte
Der Abendhimmel utilise un texte de Joseph Christian von Zedlitz.
| Wenn ich an deiner Seite Im Abenddunkel geh’, Den Mond und sein Geleite, Die tausend Sterne seh’, Dann möchte ich den Mond umfangen Und drücken an meine Brust, Die Sterne herunterlangen In voller, seliger Lust, Mit ihnen die Locken dir schmücken Und schmücken die schöne Brust, Ich möcht’ dich schmücken und drücken Und sterben von Wonn’ und Lust. | Quand je marche à tes côtés Dans l'obscurité du soir, Et vois la lune et son escorte De mille étoiles, Je voudrais alors embrasser la lune Et la serrer contre mon sein, Et répandre les étoiles Dans un plaisir extatique, Décorer avec elles tes boucles Et orner ta jolie poitrine, Je voudrais te décorer et t'embrasser Et mourir de plaisir et d'extase. |

## Composition
L'œuvre de 38 mesures en 6/8 est en la bémol majeur. Elle est conçue pour quatuor vocal d'hommes (TTBB) a cappella,.

## Discographie
Il y a deux enregistrements de Der Abendhimmel, WAB 55 :
- Guido Mancusi, Chorus Viennensis, Musik, du himmlisches Gebilde! – CD : ORF CD 73, 1995
- Thomas Kerbl, Quatuor de la Männerchorvereinigung Bruckner 08, Anton Bruckner – Männerchöre – CD : LIVA 027, 2008

## Sources
- August Göllerich, Anton Bruckner. Ein Lebens- und Schaffens-Bild, vers 1922 – édition posthume par Max Auer, G. Bosse, Ratisbonne, 1932
- Anton Bruckner – Sämtliche Werke, Band XXIII/2: Weltliche Chorwerke (1843-1893), Musikwissenschaftlicher Verlag der Internationalen Bruckner-Gesellschaft, Angela Pachovsky et Anton Reinthaler (Éditeurs), Vienne, 1989
- Uwe Harten, Anton Bruckner. Ein Handbuch. Residenz Verlag, Salzbourg, 1996.  (ISBN 3-7017-1030-9).
- Cornelis van Zwol, Anton Bruckner 1824-1896 – Leven en werken, uitg. Thot, Bussum, Pays-Bas, 2012.  (ISBN 978-90-6868-590-9)
- Crawford Howie, Anton Bruckner - A documentary biography, édition révisée en ligne